# Étarquer
Étarquer un cordage consiste à le tendre, le « raidir ». Le mot est utilisé dans la marine, par exemple pour les drisses qui ont besoin d'une tension optimale pour que la voile soit bien bordée. Choquer est la manœuvre inverse par laquelle on détend un cordage.
Si l'on dit couramment d'un cordage qu'il est « étarqué »,  la façon correcte serait de dire est « étarque ».
Un palan servant à raidir la drisse de grand-voile, est appelé « palan d'étarque ».